# Élections municipales nicaraguayennes de 2022
Les élections municipales nicaraguayennes de 2022 se déroulent le 6 novembre 2022 afin de renouveler pour cinq ans les conseils municipaux du Nicaragua.